# Horní Radslavice
Horní Radslavice (en allemand : Ober Ratzlawitz) est une commune du district de Žďár nad Sázavou, dans la région de Vysočina, en République tchèque. Sa population s'élevait à 91 habitants en 2020.

## Géographie
Horní Radslavice se trouve à 8 km à l'ouest-sud-ouest de Velké Meziříčí, à 23,5 km à l'est-sud-est de Jihlava, à 25 km au sud de Žďár nad Sázavou et à 135 km au sud-est de Prague.
La commune est limitée par Otín au nord, par Uhřínov au nord-est, par Horní Heřmanice à l'est, par Bochovice au sud, et par Svatoslav et Pavlínov à l'ouest.

## Histoire
La première mention écrite de la localité date de 1377.

## Transports
Par la route, Horní Radslavice se trouve à 9,5 km de Velké Meziříčí, à 33 km de Žďár nad Sázavou, à 28 km de Jihlava et à 153 km de Prague.